# Verts (séparatistes monténégrins)

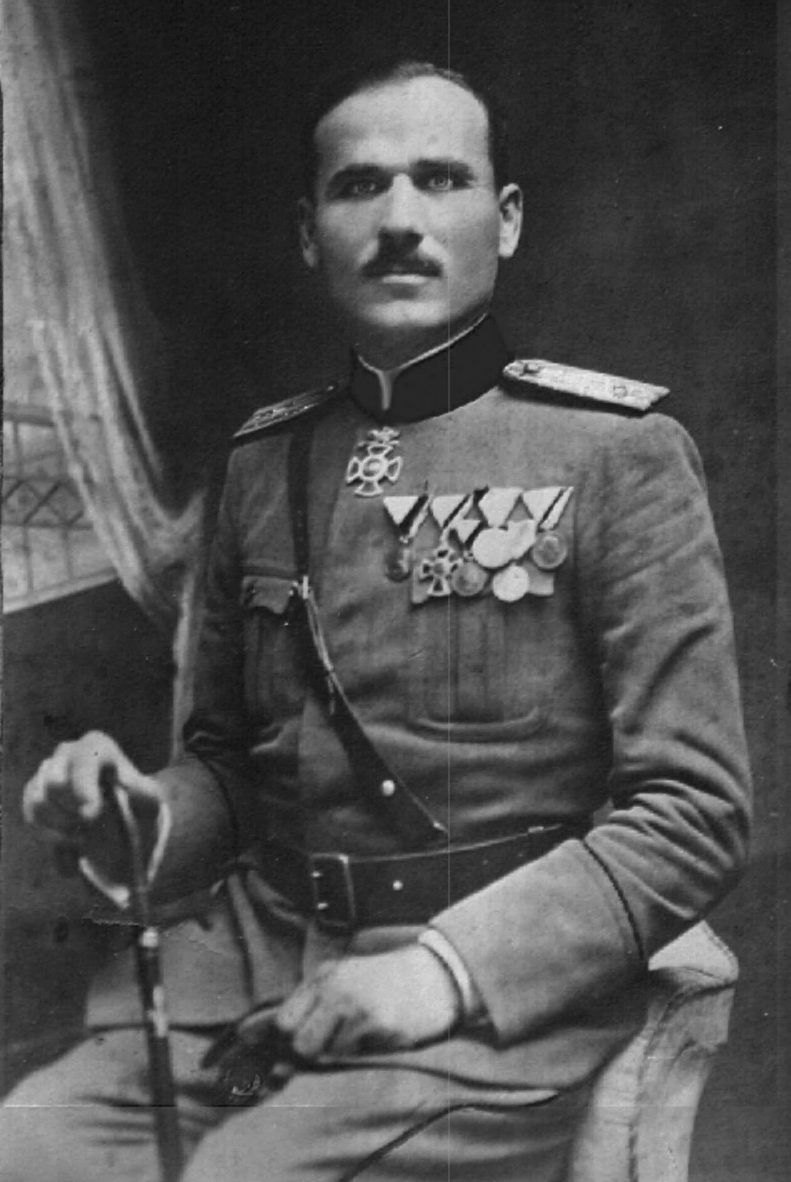
Krsto Popović (1881-1947), fondateur du mouvement.

Les Verts (serbo-croate : Zelenaši ; en cyrillique Зеленаши) étaient une mouvance politique monténégrine qui, durant l'entre-deux-guerres, s'opposa à la monarchie yougoslave, d'abord par des revendications ouvertement indépendantistes, puis en soutenant un projet fédéraliste. Les Verts monténégrins passèrent ensuite à la collaboration avec les occupants italiens et allemands durant la Seconde Guerre mondiale.  

## Historique
Le mouvement des Verts trouve son origine dans l'assemblée qui décide, fin 1918, de la fusion du royaume du Monténégro avec le royaume de Serbie : les délégués minoritaires qui, soutenant la dynastie Petrović-Njegoš, s'étaient opposés à l'union des deux pays avaient voté avec des bulletins verts, tandis que les partisans de l'union sous l'égide de la dynastie Karađorđević avaient utilisé des bulletins blancs. 
Après leur échec à l'assemblée, les Verts, issus pour la plupart des régions rurales, tentent au début de 1919 une insurrection pour s'opposer à l'union avec la Serbie : cette « rébellion de noël » (ainsi nommée car elle coïncide avec le noël orthodoxe) est notamment dirigée par le colonel Krsto Popović. Le soulèvement échoue, mais les Verts continuent par la suite de s'opposer à la monarchie centraliste en réclamant une autonomie pour les Monténégrins.
La mouvance des Verts s'exprime ensuite principalement au sein du Parti fédéraliste monténégrin, créé en 1922 par Sekula Drljević. Lors des élections de 1925, les Verts dépassent en nombre de voix au Monténégro le Parti radical populaire serbe, marquant la résurgence d'un autonomisme monténégrin. Durant les années 1930, les Verts, qui réclament des réformes « fédéralistes » plutôt qu'une indépendance pure et simple du Monténégro, entretiennent des contacts avec la section monténégrine du Parti communiste de Yougoslavie. 
Après l'invasion de la Yougoslavie en 1941, les Italiens envisagent de restaurer la monarchie monténégrine pour en faire un État-satellite. Ils pensent s'appuyer sur les Verts mais, contrairement à ce que leurs informations leur laissaient croire, la mouvance est elle-même divisée entre les partisans d'une indépendance pure et simple du Monténégro et ceux d'une solution fédérale yougoslave. La tendance de Popović n'est en effet pas opposée à un maintien de la Yougoslavie sous la forme d'une fédération où le Monténégro jouirait d'une large autonomie, tandis que celle de Drljević est hostile à une survivance de la Yougoslavie sous quelque forme que ce soit. Drljević soutient donc le projet des Italiens de proclamer l'indépendance du Monténégro, tandis que Popović s'y oppose, notamment parce que l'Italie a annexé les bouches de Kotor et rattaché les régions peuplées d'Albanais à son protectorat.  
Le projet des Italiens de restaurer la monarchie monténégrine se heurte à une difficulté supplémentaire quand l'héritier du trône, le prince Michel, refuse catégoriquement de reprendre la couronne dans de telles conditions. Drljević réunit alors, à grand-peine, une assemblée de 75 délégués et, le 12 juillet, proclame l'indépendance du Monténégro et la restauration de la monarchie, en demandant au roi d'Italie Victor-Emmanuel III de nommer un régent. Mais, dès le lendemain, les occupants et leurs alliés monténégrins sont confrontés à une double insurrection, menée à la fois par les nationalistes serbes et par les Partisans communistes. Le gouverneur militaire italien Alessandro Pirzio Biroli reçoit les pleins pouvoirs pour mater l'insurrection ; il convainc ensuite Mussolini d'abandonner l'idée d'un Monténégro indépendant. Le pays reste alors un simple gouvernorat italien.
Pour gouverner le territoire, les Italiens s'appuient à la fois sur les Tchetniks locaux, avec lesquels ils ont conclu un accord afin de combattre ensemble les communistes, et sur les Verts. Les milices dirigées par Krsto Popović — dont l'effectif se monte à environ 1 500 hommes — ont la responsabilité des régions de Cetinje et de Bar.  Les Verts doivent cependant réduire leurs activités, car les Italiens privilégient leur alliance avec les Tchetniks.
Après la capitulation des Italiens en septembre 1943, les Allemands envahissent le Monténégro. Une partie des Verts continue de collaborer avec les nouveaux occupants. Fin 1944, les nationalistes monténégrins doivent pour la plupart prendre la fuite alors que les Allemands évacuent le Monténégro.